# Xiphocentron stenotum
Xiphocentron stenotum is een schietmot uit de familie Xiphocentronidae. De soort komt voor in het Neotropisch gebied.